# Royle-Gebirgswühlmaus
Die Royle-Gebirgswühlmaus (Alticola roylei) ist ein im westlichen Himalaya verbreitetes Nagetier in der Gattung der Gebirgswühlmäuse. Einige Populationen, die früher zu dieser Art gezählt wurden, sind als eigenständige Arten anerkannt.

## Merkmale
Erwachsene Exemplare erreichen eine Kopf-Rumpf-Länge von 91 bis 117 mm sowie eine Schwanzlänge von 29 bis 48 mm. Gewichtsangaben fehlen. Oberseits kommt dunkelbraunes Fell vor und die Unterseite ist von grauem Fell bedeckt. Beim recht langen Schwanz ist die Unterseite heller und an der Spitze befindet sich eine buschige Quaste. Die hinteren Backenzähne besitzen keine Wurzeln. Abweichungen zu anderen Gattungsvertretern liegen in Details des Schädels und des Gebisses.

## Verbreitung und Lebensweise
Das Verbreitungsgebiet liegt in den Bundesstaaten Himachal Pradesh und Uttarakhand im Nordwesten Indiens. Möglicherweise wird das westliche Nepal erreicht. Die Royle-Gebirgswühlmaus lebt im Himalaya zwischen 2500 und 4300 Meter Höhe. Sie bewohnt Zwergwaldreste, Buschländer und Bergwiesen zwischen der Baumgrenze und der Schneegrenze. Ihr Verhalten entspricht vermutlich anderen Gattungsmitgliedern.

## Gefährdung
Überweidung stellt eine Beeinträchtigung für den Bestand dar. Schätzungsweise nimmt die Gesamtpopulation über 10 Jahre mit bis zu 30 Prozent ab. Die IUCN listet die Art in der Vorwarnliste (near threatened).